# Аррамбекур
Аррамбеку́р (фр. Arrembécourt) — коммуна во Франции, находится в регионе Шампань — Арденны. Департамент — Об. Входит в состав кантона Шаванж. Округ коммуны — Бар-сюр-Об.
Код INSEE коммуны — 10010.
Коммуна расположена приблизительно в 170 км к востоку от Парижа, в 50 км южнее Шалон-ан-Шампани, в 50 км к северо-востоку от Труа.

## Население
Население коммуны на 2008 год составляло 45 человек.
| 1962 | 1968 | 1975 | 1982 | 1990 | 1999 | 2008 |
| ---- | ---- | ---- | ---- | ---- | ---- | ---- |
| 42   | 62   | 60   | 60   | 49   | 41   | 45   |

## Администрация
| Период | Период | Фамилия          | Партия | Примечания |
| ------ | ------ | ---------------- | ------ | ---------- |
| 2001   | 2008   | Жак Парфе        |        |            |
| 2008   |        | Бернадетта Эрбен |        |            |

## Экономика

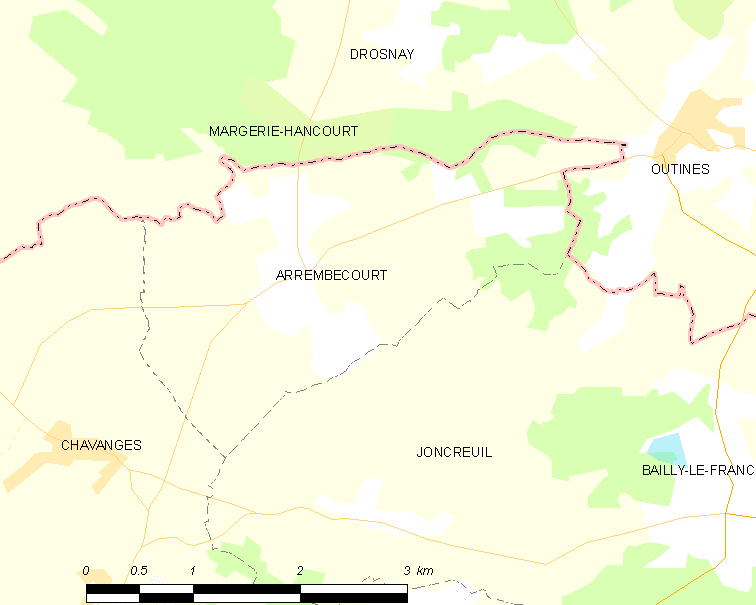
Карта коммуны

В 2007 году среди 20 человек в трудоспособном возрасте (15—64 лет) 16 были экономически активными, 4 — неактивными (показатель активности — 80,0 %, в 1999 году было 86,4 %). Из 16 активных работали 15 человек (9 мужчин и 6 женщин), безработной была 1 женщина. Среди 4 неактивных 0 человек были учениками или студентами, 3 — пенсионерами, 1 был неактивным по другим причинам.

## Достопримечательности
- Церковь Сент-Этьен (XVI век). Памятник истории с 1987 года[3]